# François Luciani
Pour les articles homonymes, voir Luciani.
 (mai 2019).
François Luciani est un réalisateur et scénariste français.

## Biographie
Né d'un père avocat et d'une mère professeur de lettres, François Luciani suit ses études secondaires au Lycée Charlemagne à Paris, puis, tout en poursuivant une formation préparatoire à l'École normale supérieure, entre sur concours à l'Institut des hautes études cinématographiques (IDHEC-FEMIS).
François Luciani écrit et réalise son premier film Mémoire d'amour en 1989. À travers des œuvres telles que L'Algérie des chimères ou L'Adieu, films référence sur l’histoire de l'Algérie, il explore le lien entre le monde arabe et la France coloniale. Avec Le Procès de Bobigny, il trace le mouvement des femmes, notamment incarnées par Sandrine Bonnaire et Anouk Grinberg, il illustre l’engagement de Gisèle Halimi et sa lutte pour la légalisation de l'avortement. Avec Les Camarades, ou l’histoire de six jeunes communistes suivis de 1944 à 1965, il raconte l’espoir d’une jeunesse engagée depuis la résistance jusqu’à la veille de mai 68. Il poursuit son exploration de la France contemporaine à travers de nombreux films, tel Inéluctable, à propos de la sûreté nucléaire.
Passionné de littérature, il publie son premier roman Miss Bomb en 2014 (Éditions Michalon) où il trace le portrait de Lisa, vingt ans, jeune femme kamikaze, il poursuit avec Apnée (Éditions Michalon) sur le thème de « l’homme augmenté », en 2017 et Croque-Monsieur (Éditions HD Romans) en 2023.
Scénariste, il développe de nombreuses fictions pour le cinéma, la télévision et la radio, notamment pour Affaires sensibles sur France Inter.
Il est nommé chevalier de l’ordre des Arts et des Lettres en juillet 2015 par Fleur Pellerin.

## Distinctions
- Chevalier de l'ordre des Arts et des Lettres (2015)

## Filmographie

### Réalisateur
- 1980 : Les Enquêtes du commissaire Maigret, épisode : Le Charretier de la Providence de Marcel Cravenne (assistant réalisateur)
- 1989 : Mémoire d'amour
- 1990 : Notre Juliette
- 1992 : Légende
- 1993 : Kway
- 1994 : Cherche famille désespérément
- 1995 : L'Enfant des rues
- 1996 : Les Feux de la Saint-Jean
- 1996 : Attends-moi
- 1997 : Les Filles du maître de chai
- 1998 : Les Moissons de l'océan (mini-série télévisée)
- 2000 : Maigret (épisode Maigret voit double)
- 2001 : L'Algérie des chimères (mini-série télévisée)
- 2002 : La Vie au grand air
- 2002 : On ne choisit pas sa famille
- 2003 : Les Enfants de Charlotte
- 2003 : L'Adieu (Zone interdite - Terre brûlée)
- 2004 : L'Homme qui venait d'ailleurs
- 2005 : Le Serment de Mado
- 2006 : Le Procès de Bobigny
- 2007 : Les Camarades
- 2008 : Inéluctable

### Scénariste
- 1989 : Mémoire d'amour (téléfilm)
- 1990 : Notre Juliette (téléfilm)
- 1992 : Légende (téléfilm)
- 1992 : L'Instit (épisode Les Chiens et les Loups)
- 1995 : L'Enfant des rues (téléfilm)
- 2003 : Les Enfants de Charlotte (téléfilm)
- 2006 : Lila(h)
- 2007 : Un dimanche de musique
- 2008 : Taxi Lover
- 2010 : Delphine
- 2011 : Survivre
- 2012 : Taxi Lover
- 2013 : Pardon (téléfilm)
- 2014 : Immortels (série télévisée)
- 2015 : Le Procès des animaux , France Inter
- 2016 : Au nom du peuple, Un anglais en Catalogne France Inter
- 2017 : Les Chiens, Les Damnés de la terre, Direction Paradis (fictions radiophoniques) France Inter
- 2018 : Affaires sensibles, la fiction France Inter
- 2019 : Les petites mains (série TV), La caresse du cacao (roman)
- 2020 : L'otage, (série radiophonique) Affaires sensibles, la fiction France Inter
- 2021 : Suspicion, (série radiophonique) Affaires sensibles, la fiction France Inter
- 2022 : L'affaire Troadec, (série radiophonique) France Inter
- 2023 : Miss SDF, (scénario) Cinema

## Romans
- 2014 : Miss Bomb (Editions Michalon)
- 2017 : Apnée (Editions Fauves-Michalon)
- 2023 : Croque-Monsieur (Editions HD Romans)